# Pola Nireńska
Pola Nireńska-Karski (ur. jako Perla Nirensztajn 28 lipca 1910 w Warszawie, zm. 25 lipca 1992 w Bethesda) – polska tancerka i choreografka pochodzenia żydowskiego.

## Życiorys
Urodziła się w żydowskiej rodzinie jako Perla Nirensztajn. Studiowała w Dreźnie, w szkole tańca Mary Wigman. Otrzymała drugą nagrodę na wiedeńskim międzynarodowym Kongresie Tańca – za choreografie „Krzyk” i „Ballada japońska”. W wierszu wysłanym w prywatnej korespondencji, w kontekście kochanki pisała o niej Mary Wigman. Po pobycie w Austrii wyemigrowała do Włoch, a następnie do Wielkiej Brytanii. Tam wyszła za hrabiego Johna Justiniana de Ledesma, przyszłego aktora, występującego pod pseudonimem John Justin, i pilota RAF. Była laureatką międzynarodowego konkursu tanecznego w Warszawie.

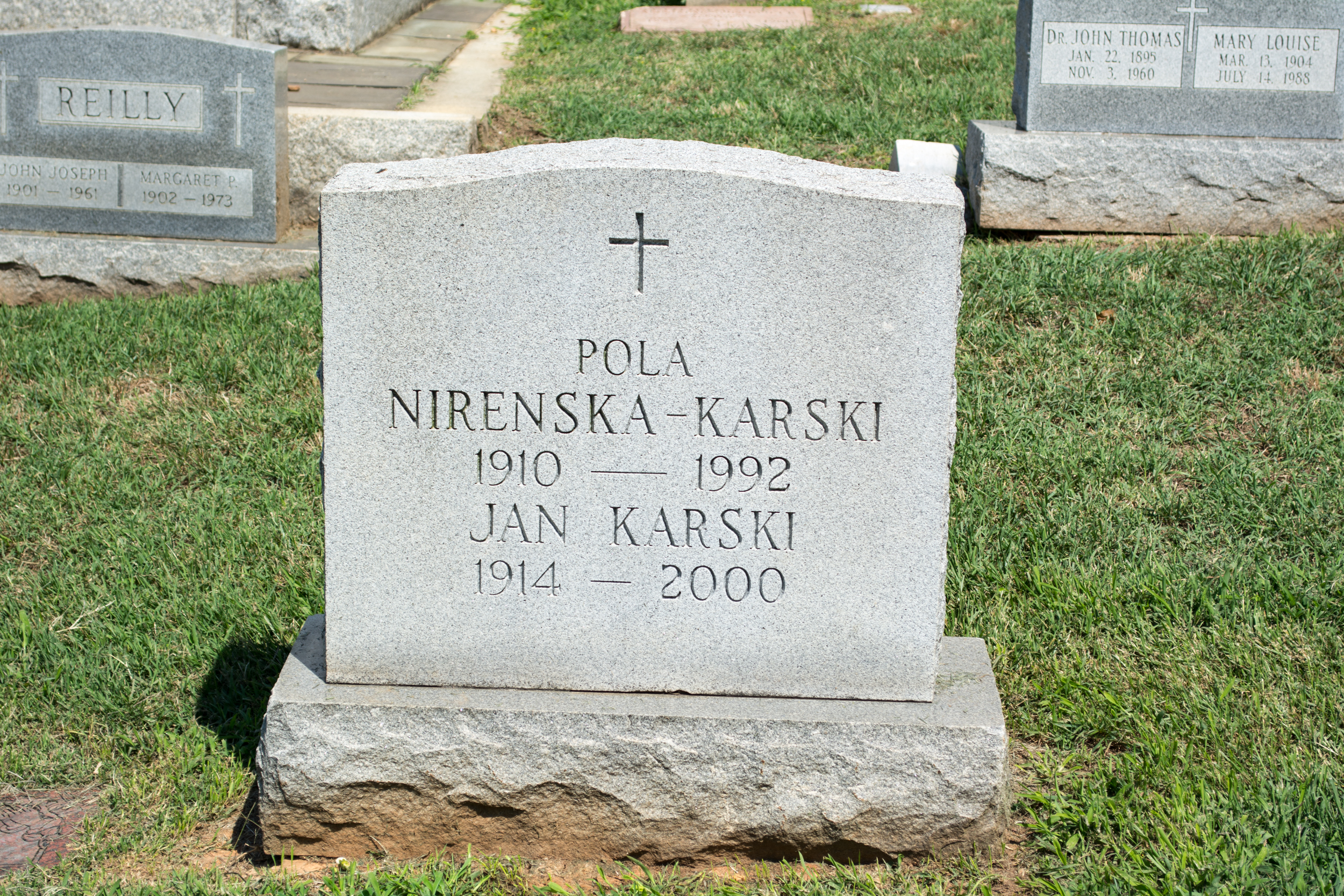
Nagrobek Poli Nireńskiej i Jana Karskiego

Jej rodzina – z wyjątkiem rodziców, którzy wyemigrowali do Palestyny przed wybuchem II wojny światowej – zginęła w Holokauście.
Rozwiodła się z Johnem Justinem w 1949 roku, a w 1965 wyszła za mąż za Jana Karskiego. Nie miała dzieci.
Artystka zmagała się z depresją, będącą m.in. pokłosiem doświadczonego antysemityzmu i Holocaustu. W 1992 popełniła samobójstwo. Została pochowana na Cmentarzu Góry Oliwnej (Mount Olivet Cemetery) w Waszyngtonie. W 2000 roku w tym samym grobie spoczął jej mąż. 
Jej pożegnalnym dziełem była „Tetralogia Holocaustu” – opowieść o matce i jej kilku córkach, które trafiają do obozu koncentracyjnego.

## Odniesienia w kulturze
W 2019 została opublikowana książka Tancerka i zagłada. Historia Poli Nireńskiej Weroniki Kostyrko.